# Kathrin Heinrichs

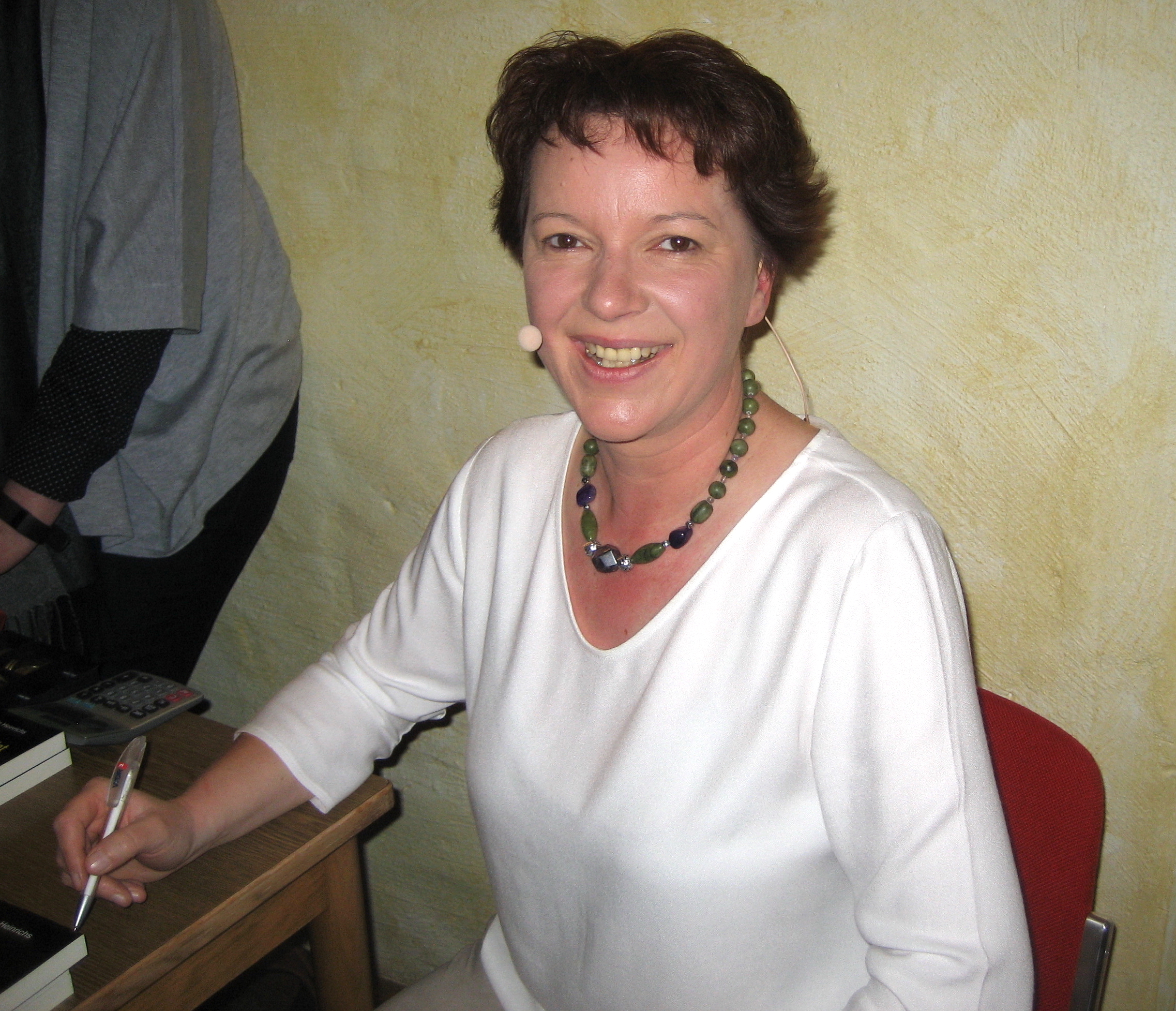
Kathrin Heinrichs bei der Signatur ihres Buches Bis auf den Grund

Kathrin Heinrichs (* 8. Februar 1970 in Langenholthausen, Nordrhein-Westfalen) ist eine deutsche Krimiautorin und Kabarettistin.

## Werdegang
Heinrichs machte ihr Abitur in Menden und studierte anschließend in Köln in einem Lehramtsstudiengang Germanistik und Anglistik. Nach ihrer Heirat und der Geburt von drei Kindern begann sie mit dem Schreiben. Sie gründete dazu einen eigenen Verlag. Inzwischen lebt sie wieder in Menden.
Bekannt wurde sie vor allem seit 1999 durch ihre Serie von Kriminalromanen mit einem Sauerländer Lokalkolorit. Hinzu kamen Bände mit Kurzgeschichten und Veröffentlichungen in verschiedenen Anthologien. Seit 1999 tritt sie auch als Kabarettistin auf. Sie spielt die Rolle „Helga Hammer-Gescheidt“, Vorsitzende der ersten Selbsthilfegruppe für Lehrerfrauen in Deutschland.
Heinrichs ist Mitglied der Autorenvereinigungen Syndikat und Sisters in Crime.

## Auszeichnungen
- 2004: Literaturpreis vo:pa der Volksbank Siegerland für die Kurzgeschichte „Das Maß“[1]
- 2022: Friedrich-Glauser-Preis – „Bester Kurzkrimi“ für Freier Fall (in: Im Mordfall Iserlohn)[2]

## Werke
- Ausflug ins Grüne. Vincent Jakobs’ 1. Fall. Blatt, Menden 1999, ISBN 3-934-327-00-1.
- Der König geht tot. Vincent Jacobs’ 2. Fall. Blatt, Menden 2000, ISBN 3-934327-01-X.
- Bauernsalat. Vincent Jacobs’ 3. Fall. Blatt, Menden 2001, ISBN 3-934327-02-8.
- Nelly und das Leben. Süß-saure Geschichten. Blatt, Menden 2002, ISBN 3-934327-03-6.
- Krank für zwei. Vincent Jakobs’ 4. Fall. Blatt, Menden 2003, ISBN 3-934327-04-4.
- Sau tot. Vincent Jakobs’ 5. Fall. Blatt, Menden 2004, ISBN 3-934327-05-2.
- Totenläuten. Vincent Jakobs’ 6. Fall. Blatt, Menden 2006, ISBN 3-934327-06-0.
- Nelly und das Leben geht weiter. Neue süß-saure Geschichten. Blatt, Menden 2007, ISBN 978-3-934327-07-8.
- Druckerschwärze. Vincent Jakobs’ 7. Fall. Blatt, Menden 2008, ISBN 3-934-327-10-9.
- Tot überm Zaun. Blatt, Menden 2009, ISBN  978-3-934327-11-5.
- Salamitaktik: Vincent Jakobs’ 8. Fall. Blatt, Menden 2011, ISBN 3-934327-12-5.
- Um die Ecke gebracht. Blatt Menden 2012, ISBN 978-3-934327-13-9.
- Nellys Leben steht kopf. Blatt, Menden 2013, ISBN 978-3-934327-15-3.
- Heimatrausch: Vincent Jakobs' 9. Fall. Blatt, Menden 2013, ISBN 978-3-934327-14-6.
- Nichts wie es war. Blatt, Menden 2016, ISBN 978-3934327276.
- Bis auf den Grund. Blatt, Menden 2018, ISBN 978-3-934327-29-0.
- Aus dem Takt: Vincent Jakobs' 10. Fall. Blatt, Menden 2019, ISBN 978-3-934327-61-0.
- Am Ende zu viel. Blatt, Menden 2022, ISBN 978-3-934327-63-4.